# Vetkoek
Vetkoek es una empanada tradicional afrikáner. Consiste en una masa frita en aceite hirviendo y rellena en su interior de carne picada de vacuno. A veces se elabora con mermelada, sirope o miel. Se sirve siempre caliente y, dependiendo de la ocasión, es salada o dulce. Se cree que los orígenes son los Oliebollen de la cocina holandesa y que fueron creados durante el periodo colonial.

## Características
El vetkoek que se compone de Vet (grasa) y koek (bollo) viene a denominar en holandés "bollo de grasa". La palabra "koek" se refiere al hecho se puede servir tanto como postre como comida. Es similar en su aspecto a un dónut (sin la perforación interior), la masa se elabora con harina, sal y levadura. La masa se fríe posteriormente en aceite hirviendo. Se suele servir con mantequilla. En la barbacoa tradicional de Sudáfrica, el braai, el vetkoek puede ser servido junto con los boerewors, (especie de chorizo de Sudáfrica). Los koeksisters se elaboran de forma similar, pero son dulces, la masa es estirada en largas tiras y recubiertas con sirope.
En muchos municipios donde la población negra es mayoritaria existen versiones del vetkoek denominadas magwenya por los locales, en especial aquellos que provienen de la provincia de Gauteng de Sudáfrica. En mucho de los municipios el vetkoek/magwenya es un alimento servido como un alimento rápido que se considera barato y fácil de comer. La mayoría de los puestos que sirven vetkoek se venden también fish and chips y diversas variantes de pescado snoek. 